# Střapec

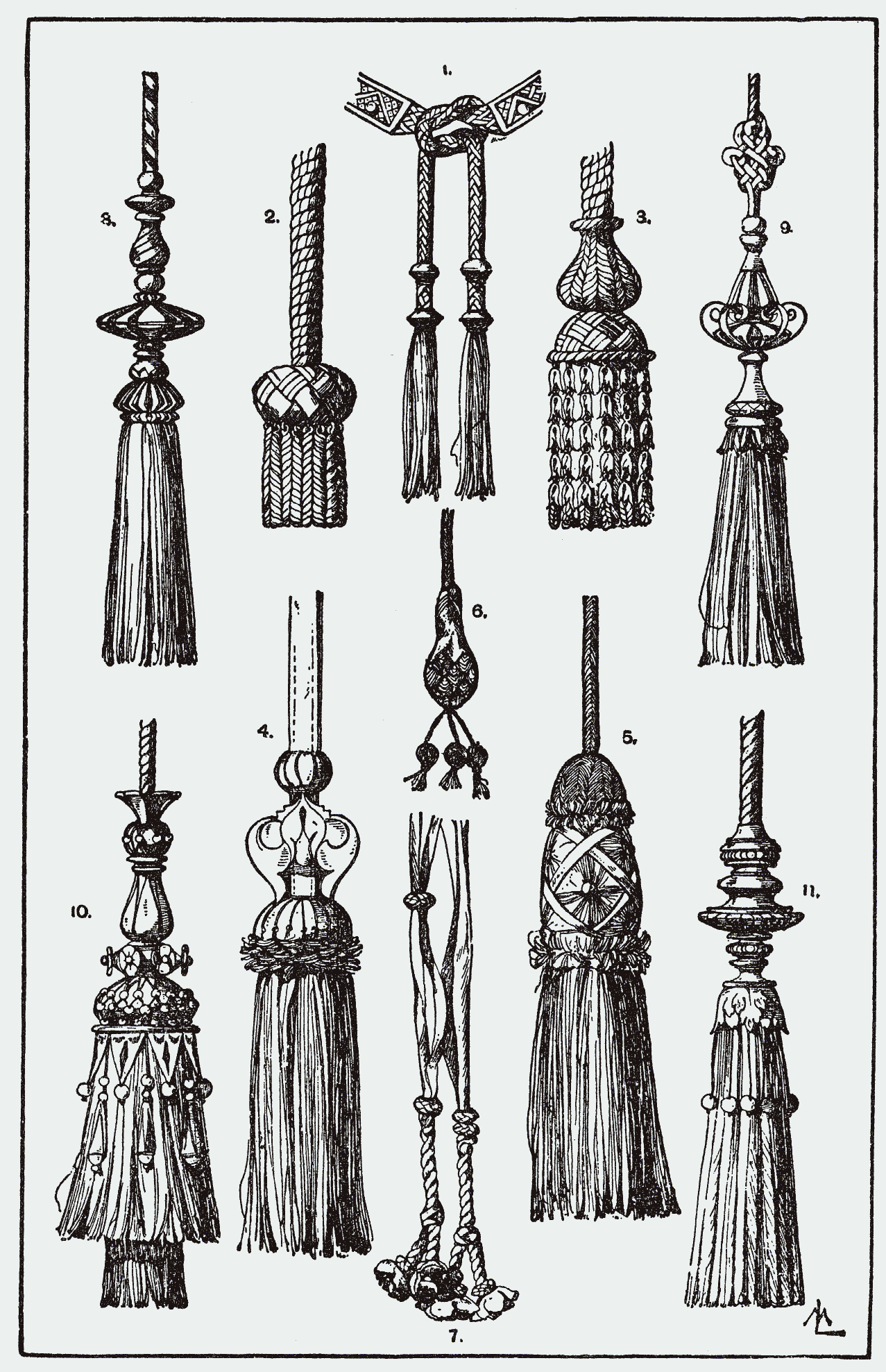
Střapce

Střapec (angl.: tassel, něm.: Quaste) je visící pramen šňůr nebo třásní v horní části svázaný poutkem. Používá se jako ozdoba k různým účelům.
Střapce se zhotovují ručně, většinou s pomocí jednoduchých nástrojů.
S řemeslnou výrobou střapců začali pravděpodobně v 16. století francouzští pozamentáři. Z původního jednoduchého spojování šňůrek a třásní pozamentů se vyvinulo umělecké řemeslo. Po sedmileté učební době se tam mohl adept stát mistrem v cechu pozamentářů.
Pozamentáři dostávali z počátku zakázky k výzdobě šlechtických domů, později se začaly střapce používat jako doplňky oděvů a k řadě jiných ozdobných účelů.
Asi od 20. let 20. století používají střapce často ženy na oděvech (i na nahé kůži) při výstupech na různých revuích, burleskách nebo manifestacích.
Střapec je častou součástí erbů, zvláště pak v církevní heraldice.

## Galerie

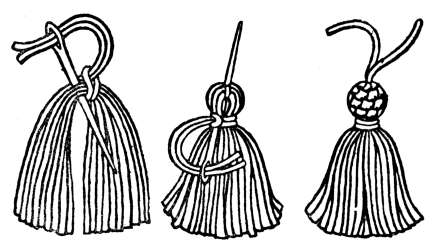
Schéma zhotovení střapce
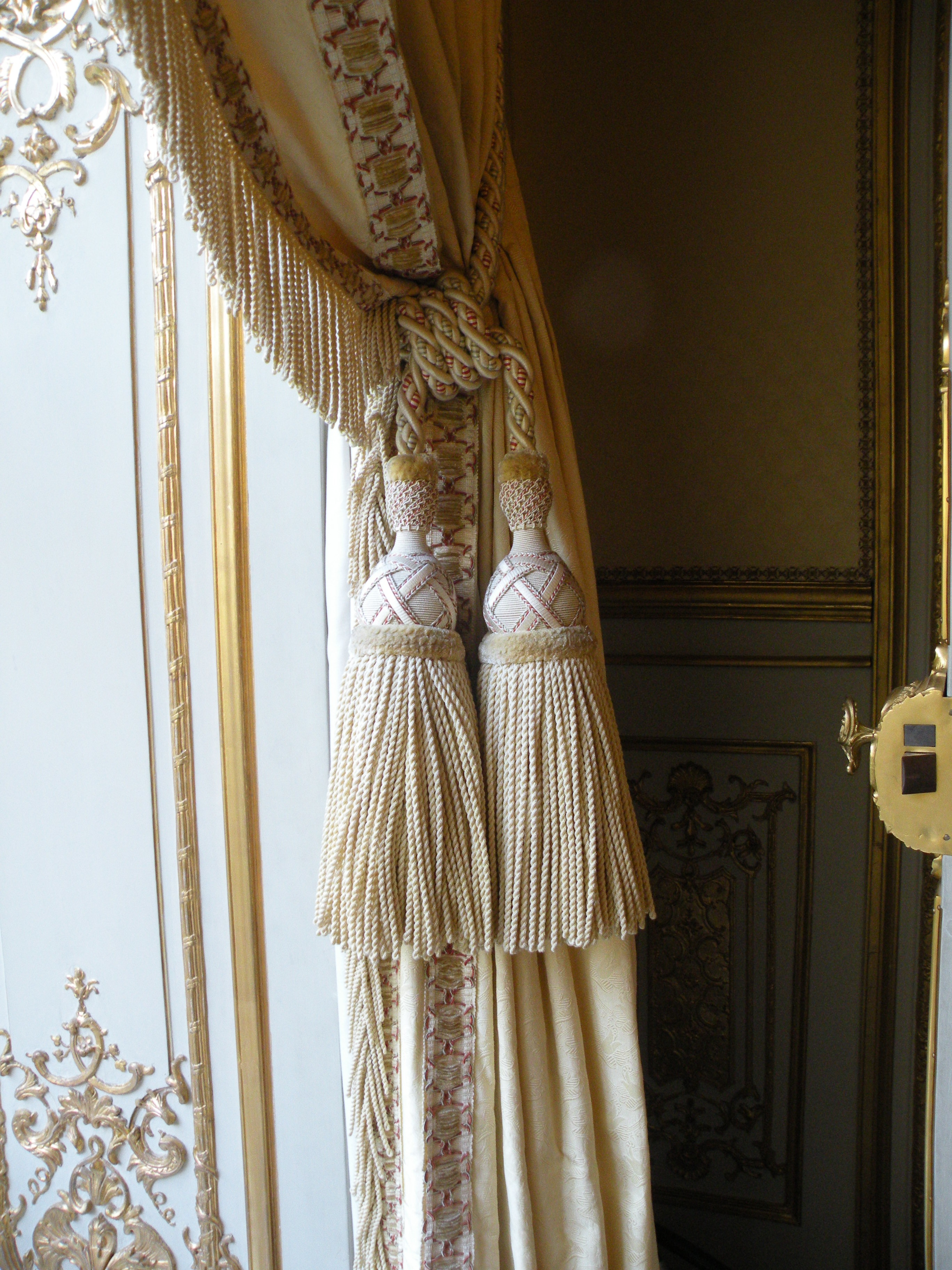
Závěs v bourbonském paláci v Paříži
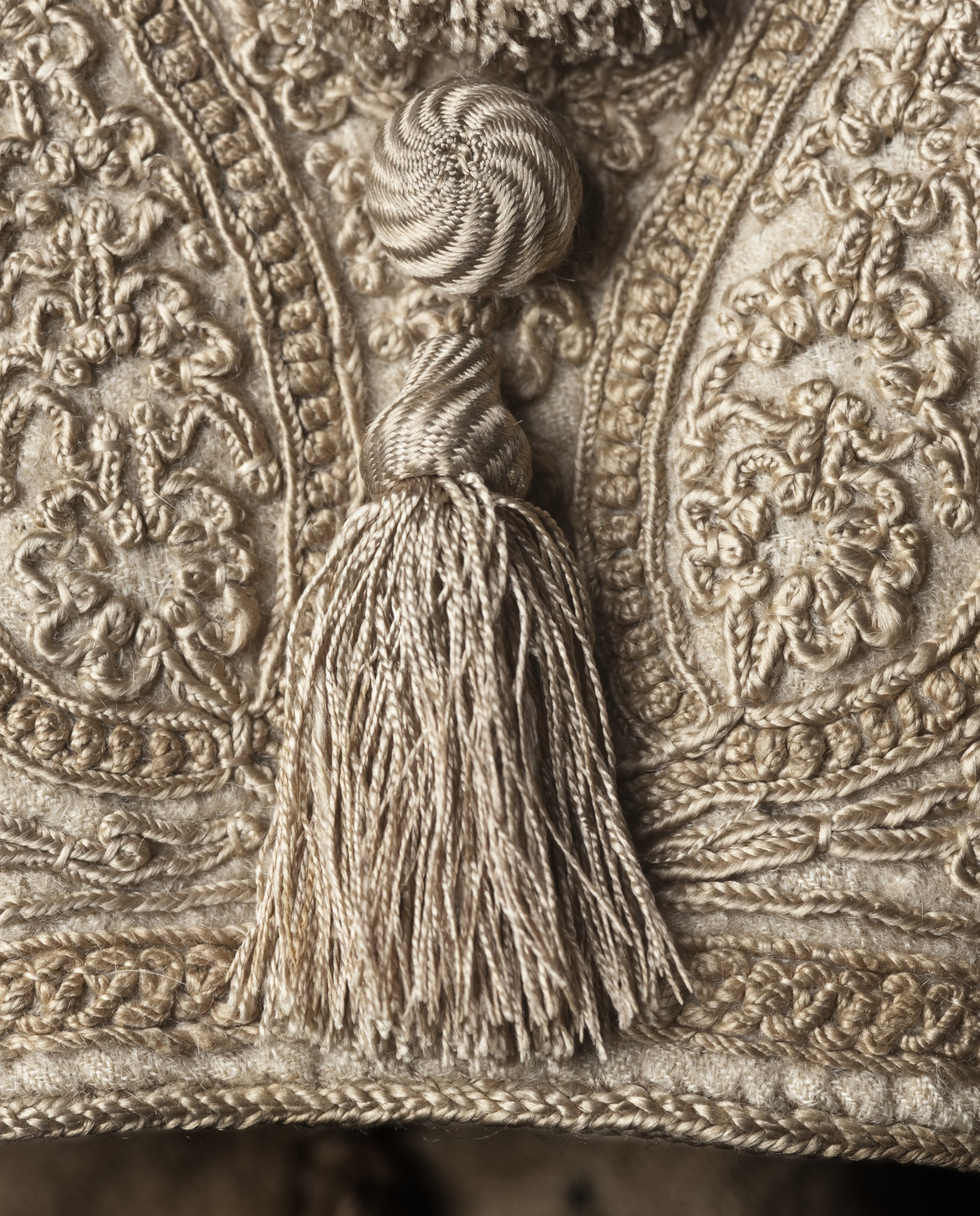
Střapec z kašmírské vlny (z poloviny 19. století)
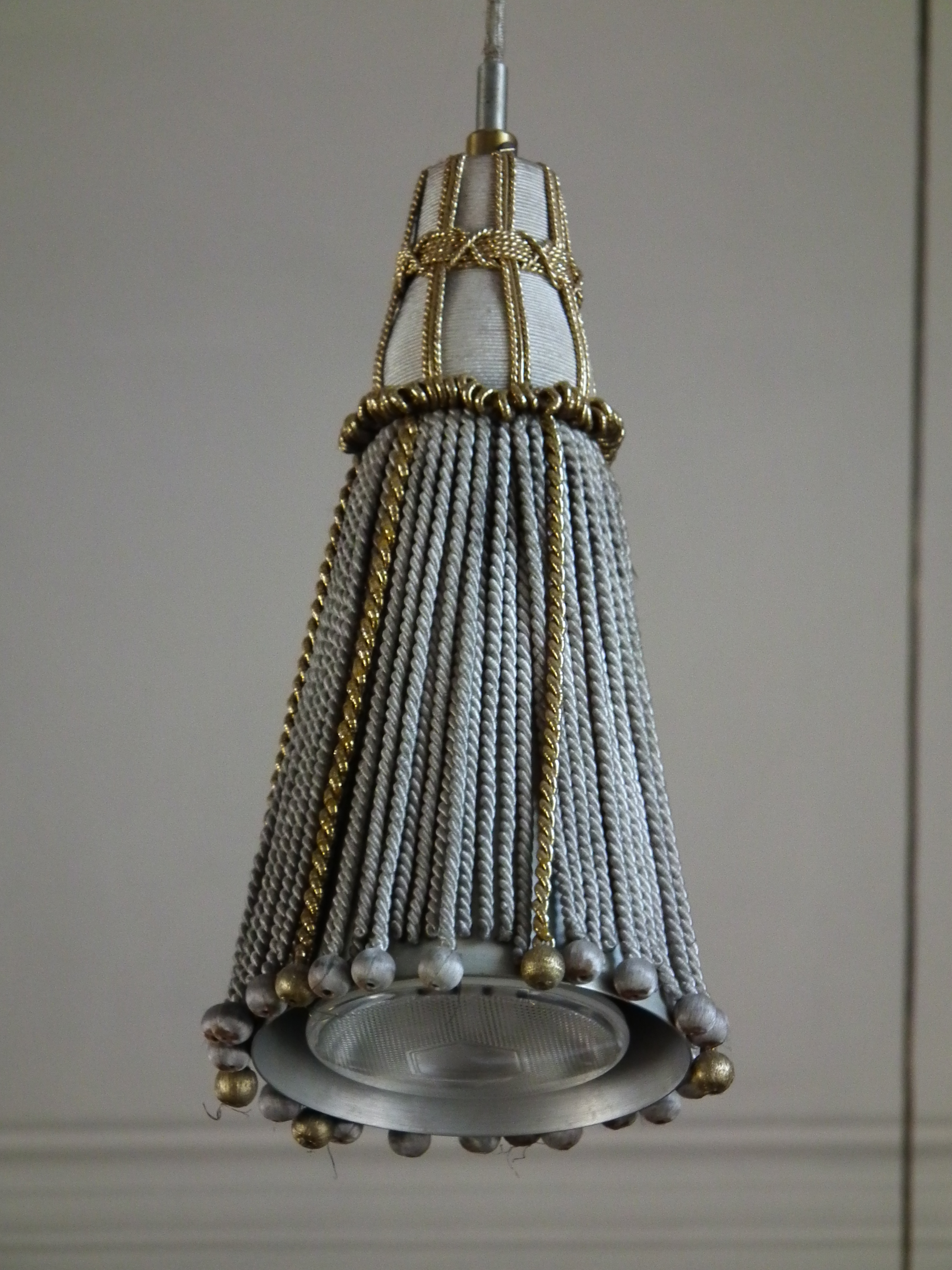
Lampa v kostele v německém Ottingu
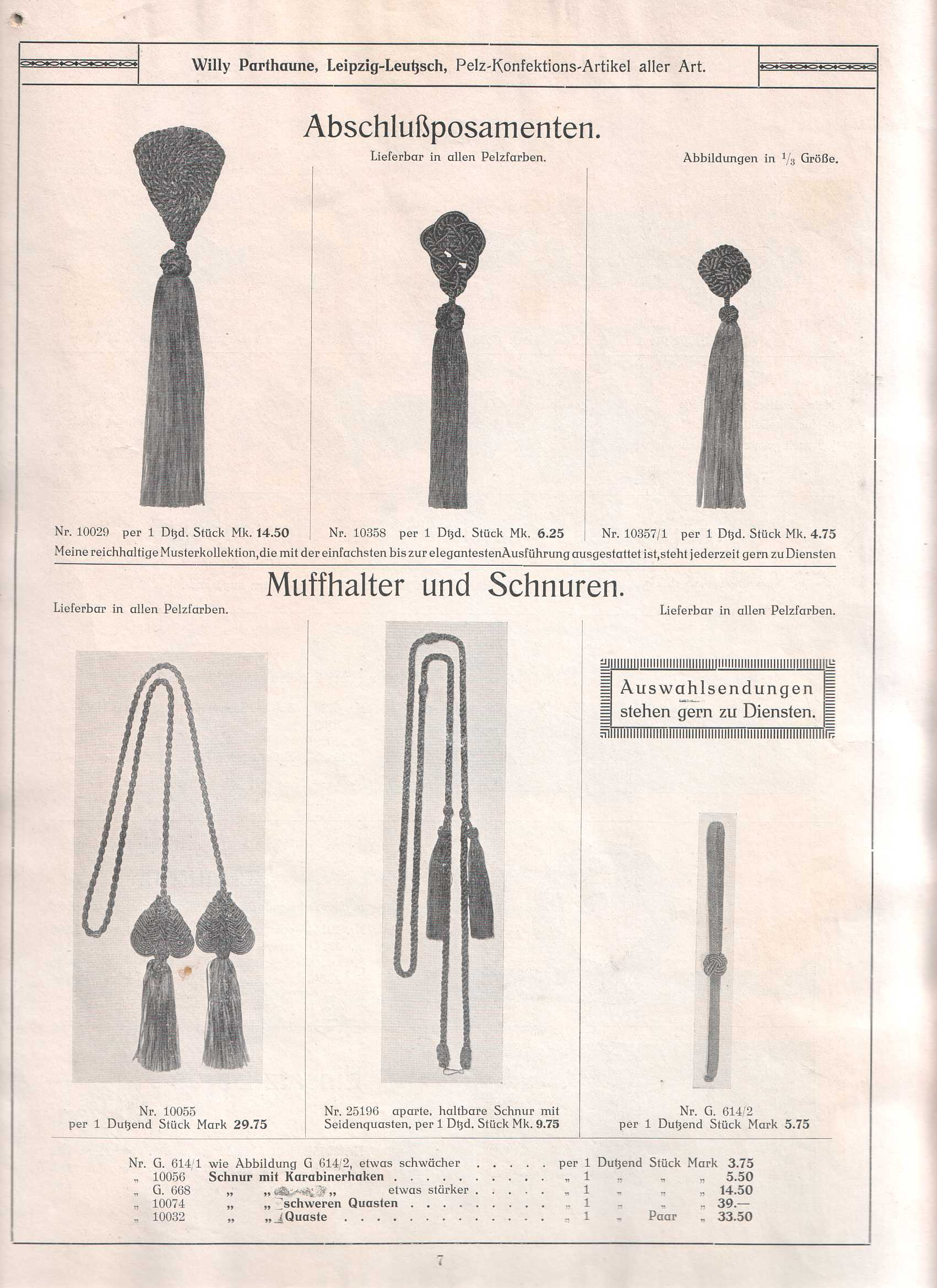
Katalog doplňků ke kožešinám (kolem roku 1900)
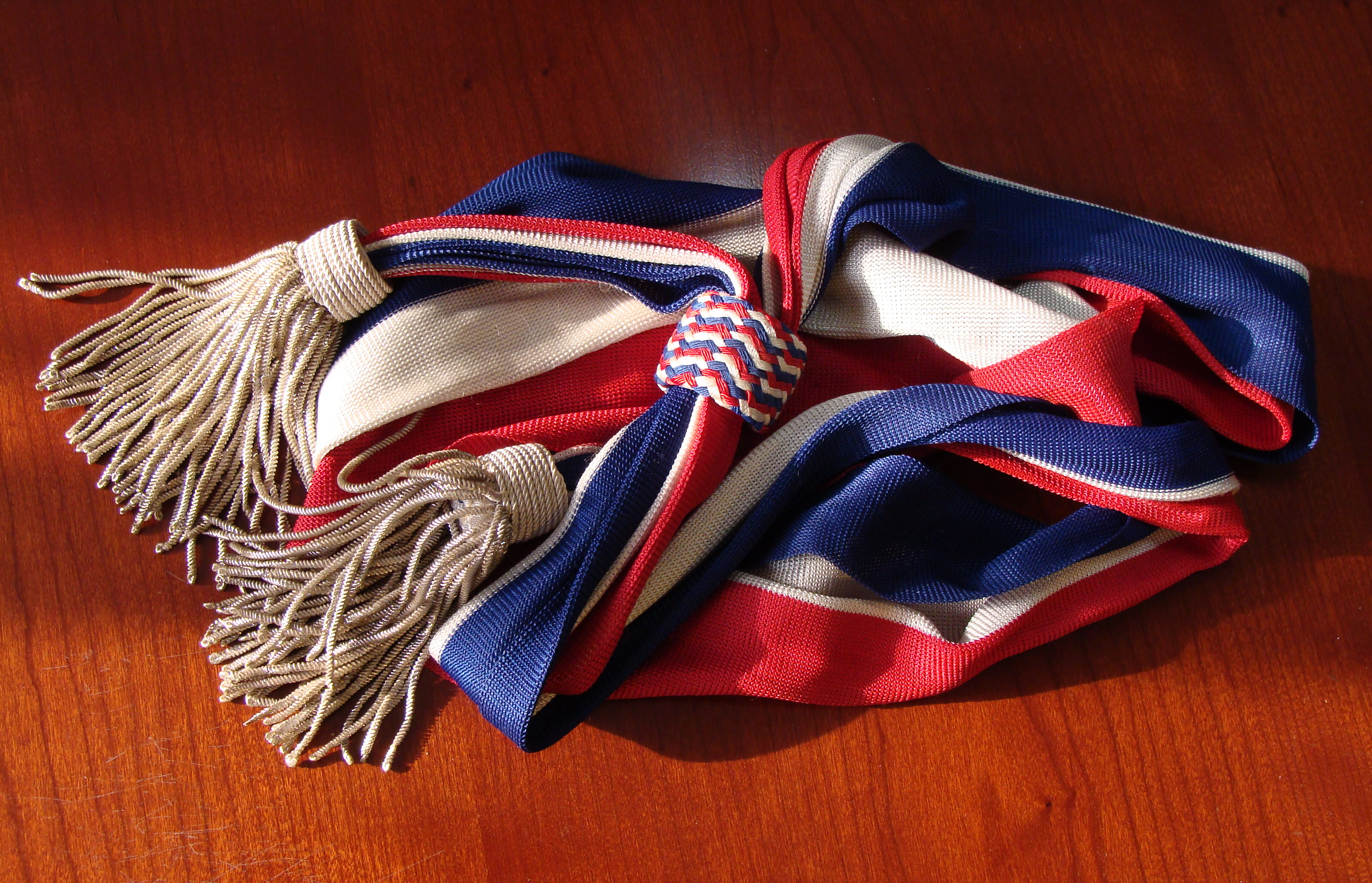
Šerpa francouzských policejních důstojníků
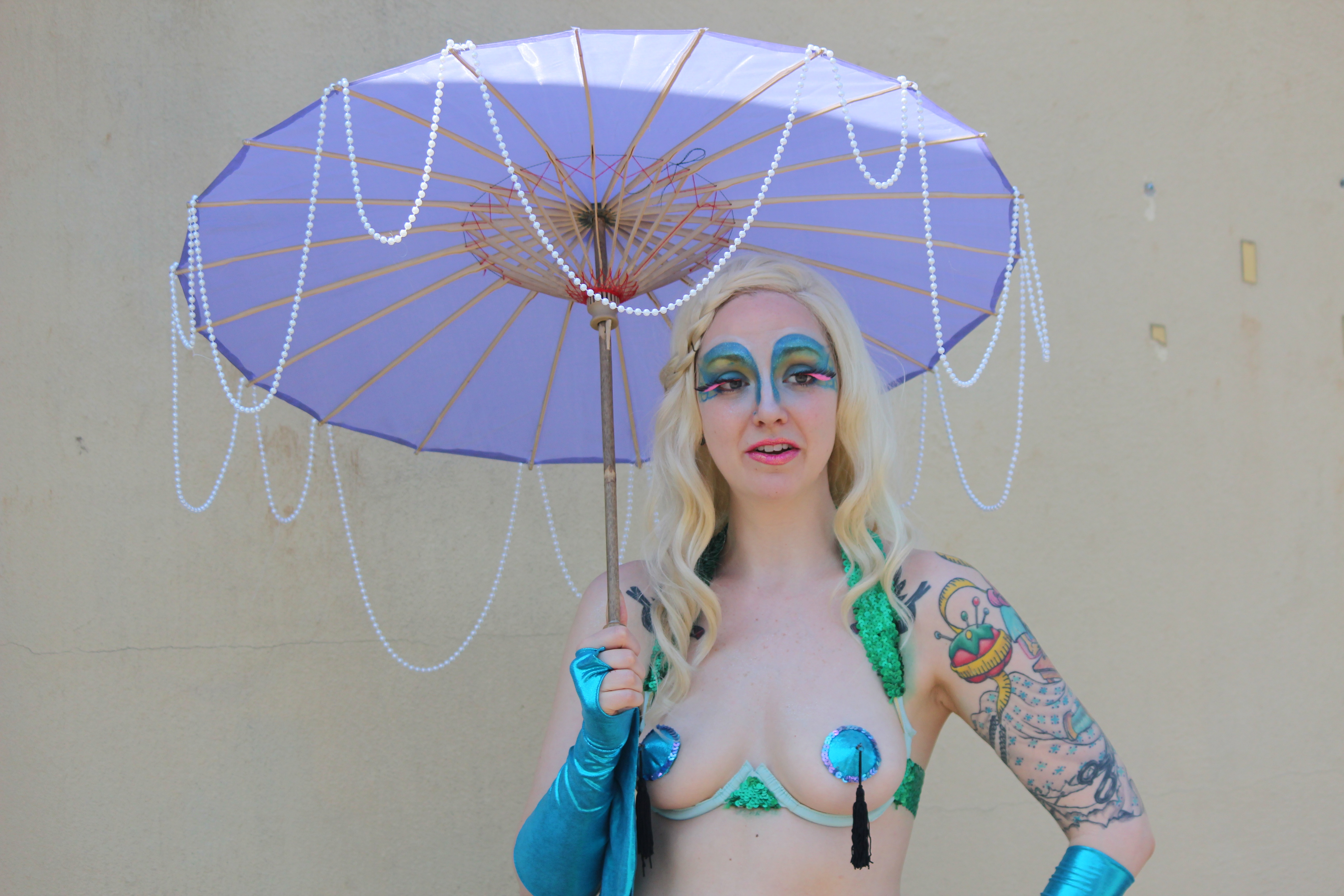
Z karnevalu Mermaid Parade v New Yorku (2013)